# Berewoutkazerne
De Berewoutkazerne is een oude kazerne in de Berewoutstraat te 's-Hertogenbosch, Noord-Brabant. Het bouwwerk staat geregistreerd als rijksmonument.
Samen met drie andere kazernes in de stad (De Mortel, de Tolbrugkazerne en de Sint-Jacobskazerne) is de kazerne in 1744 gebouwd voor de huisvesting voor de militairen. Voor deze tijd waren zij aangewezen op barakken of werden ze ondergebracht bij particulieren die daar uiteraard wel vergoeding voor kregen.
De Berewoutkazerne werd aan de westwal gebouwd, waar vroeger de Sint-Jans Poort heeft gestaan. De vleugels van de kazerne vormen een U en bestaat uit twee lagen. De militairen hielden hun oefeningen in eerste instantie op de markt, vanaf 1749 op de Parade.
In het begin van de 20e eeuw is het complex verbouwd en beschikbaar gemaakt voor woningen voor burgers.